# Veprius lugens
Veprius lugens är en tvåvingeart som först beskrevs av Philippi 1865.  Veprius lugens ingår i släktet Veprius och familjen bromsar. Inga underarter finns listade i Catalogue of Life.